# HMS Highflyer
El HMS Highflyer fue el crucero protegido líder de la clase Highflyer construidos para la Marina Real británica en la década de 1890. Pasó los primeros años de su carrera como buque insignia de la Base Naval de las Indias Orientales y de América del Norte y las Indias Occidentales. Fue trasladado del servicio activo a la flota de reserva en 1908 antes de convertirse nuevamente en el buque insignia de las Indias Orientales en 1911. Regresó al Reino Unido dos años más tarde y se convirtió en buque escuela. Cuando comenzó la Primera Guerra Mundial en agosto de 1914, fue asignada al 9º Escuadrón de Cruceros en el Atlántico Central para interceptar a los buques alemanes que atacan el comercio marítimo y proteger el transporte marítimo aliado.
Días después de que comenzara la guerra, interceptó un barco holandés que transportaba tropas y oro alemanes. Luego hundió el crucero mercante armado alemán SMS Kaiser Wilhelm der Grosse en la Batalla de Río de Oro frente a la costa del Sahara español. Highflyer pasó la mayor parte del resto de la guerra en tareas de escolta de convoyes y estuvo presente en Halifax durante la explosión de Halifax de finales de 1917. Se convirtió en el buque insignia de la Estación de las Indias Orientales después de la guerra. El barco fue vendido como chatarra en 1921.